# منتخب تايبيه الصينية للكرة اللينة للسيدات
منتخب تايبيه الصينية للكرة اللينة للسيدات هو ممثل تايبيه الصينية الرسمي في المنافسات الدولية في كرة لينة للسيدات
.